# برونو سيلفا
برونو سيلفا (بالإسبانية: Bruno Silva)‏ (29 مارس 1980 الأوروغواي - ) هو لاعب كرة قدم أوروغواني، يلعب كمدافع.

## مسيرته الكروية
لعب برونو سيلفا خلال مسيرته الاحترافية مع 6 أندية في تسعة عشر موسمًا وسجل خلالها 19 هدفًا ضمن 273 مباراة. ولم يفز بأي موسم بالكأس وفاز في موسم واحد بالدوري.
خاض برونو سيلفا مسيرته مع نادي دانوبيو في موسم 2000 ليلعب معه ستة مواسم، مشاركًا في 106 مباراة سجل خلالها 8 أهداف. ثم انتقل إلى نادي غرونينغن في موسم 2005–06 واستمر معه طيلة ثلاثة مواسم، حيث شارك في 67 مباراة سجل خلالها هدفين. لينتقل بعدها إلى نادي أياكس أمستردام في موسم 2007–08 ولمدة موسمين، مشاركًا في 20 مباراة ولم يسجل أي هدف. ثم انتقل إلى نادي إنترناسيونال ما بين عامي 2010 و2011 لمدة موسم واحد، مشاركًا في مباراتين ولم يسجل أي هدف أيضًا. هذا وانتقل لاحقًا إلى Cerro Largo F.C. ‏ في موسم 2012–13 ليلعب معه ستة مواسم، مشاركًا في 74 مباراة سجل خلالها 9 أهداف.

## وصلات خارجية
برونو سيلفا على موقع الاتحاد الدولي (مؤرشف)  (الإنجليزية)
- برونو سيلفا على موقع قاعدة بيانات كرة القدم.إي يو (الإنجليزية)
- برونو سيلفا على موقع بيانات كرة القدم. دي إي (الألمانية)
- برونو سيلفا على موقع ناشيونال فوتبول تيمز (الإنجليزية)
- برونو سيلفا على موقع Soccerway.com (الإنجليزية)
- برونو سيلفا على موقع عالم كرة القدم.نت (الإنجليزية)